# برناردو ريبيرو
برناردو ريبيرو (9 أكتوبر 1989 في البرازيل - 7 مايو 2016 في البرازيل) هو لاعب كرة قدم برازيلي في مركز الوسط. لعب مع نادي سكندربيو كورتشه ونادي فلامنغو ونادي ماريهامن ونيوكاسل يونايتد جتس ونادي فريبورغنزيه الرياضي وEsporte Clube Internacional (SC) ‏.

## وصلات خارجية
- برناردو ريبيرو على موقع قاعدة بيانات كرة القدم.إي يو (الإنجليزية)
- برناردو ريبيرو على موقع Soccerway.com (الإنجليزية)